# Antoni Bolt
Antoni Hieronim Bolt (geb. 30. September 1891 in Przysiersk, Gmina Bukowiec; gest. im Dezember 1941 im KZ Auschwitz-Birkenau) war ein polnischer Jurist, Lokalpolitiker und Stadtpräsident von Toruń. Er war in der Stronnictwo Narodowe aktiv.

## Leben
Bolt wurde als Sohn von Antoni (1830–1899) und Melani Bolt, geborene Halk-Łebińskiej (1865–1939) geboren. Er besuchte ein humastisches Gymnasium in Bydgoszcz und studierte anschließend Rechtswissenschaften an den Universitäten Freiburg, Genf, Berlin und Halle an der Saale. Nach dem Abschluss war er als Referendar in Wejherowo und Danzig tätig.
Während des Ersten Weltkriegs arbeitete er von der Demobilisierung bis 1920 in Danzig. Anschließend ging er nach Großpolen und arbeitete dort bei Gericht und dem Ministerstwo byłej Dzielnicy Pruskiej (Ministerium für das ehemals Preußische Teilungsgebiet). Ab 1932 gehörte er dem Disziplinargericht  bei der Anwaltskammer an.
Am 7. Mai 1924 wählte ihn der Stadtrat der Stadt Toruń zum Stadtpräsidenten. Diese Funktion hatte er über drei Legislaturperioden bis zum 29. Juli 1936 inne. Während seiner zwölfjährigen Präsidentschaft wuchs Toruń zu einer der größten polnischen Mittelstädte. 1938 wurde Bolt in den Stadtrat von Toruń gewählt und gehörte dort dem klubowe narodowe an.
Die Gestapo nahm ihn in Pyzdry, wo er sich vor den Besatzern versteckt hatte, gefangen. Er wurde in Inowrocław interniert und im Dezember 1941 im KZ Auschwitz-Birkenau ermordet. Nach Bolt ist die Ulica Bolta in Toruń benannt.

## Familie
Bolt heiratete Halina Schedlin-Czarlińska (1888–1981), die am Stadttheater Toruń tätig war.